# پال راجرز (هنرپیشه)
 پال راجرز (انگلیسی: Paul Rogers؛ ۲۲ مارس ۱۹۱۷ – ۶ اکتبر ۲۰۱۳) یک هنرپیشه بود. وی بین سال‌های ۱۹۳۲ تا ۱۹۹۷ میلادی فعالیت می‌کرد.
از فیلم‌های او می‌توان به به دنبال جنگ شیشه‌ای اشاره نمود.